# Gottfried-Silbermann-Museum
Het Gottfried-Silbermann-Museum is een museum in Frauenstein in de Duitse deelstaat Saksen. Het is grotendeels gewijd aan de orgelbouwer Gottfried Silbermann. In het museum zijn verder permanente tentoonstellingen over het werk en leven van zijn broer Andreas Silbermann en diens zoon Johann Andreas Silbermann, over de geschiedenis van de burcht zelf, en de geschiedenis van post en verkeer.
Het museum bevond zich in de Kreuzgewölbesaal, een van de zalen van het slot Frauenstein, en heeft een oppervlakte van 350 m². Het werd geopend op 14 januari 1983, de 300e geboortedag van Gottfried Silbermann. In januari 2023 werd het verhuisd naar de Markt 4 in Frauenstein.
In een permanente expositie gaat het museum in op Gottfried Silbermanns werk en leven, waarbij telkens op een volgend deel van zijn leven wordt ingegaan: zijn geboorte in de wijk Kleinbobritzsch, zijn thuisstad Frauenstein, zijn studie in Straatsburg, zijn werkatelier in Freiberg en tot uiteindelijk Dresden als zijn overlijdensplaats.
Ook wordt er ingegaan op de orgelbouw zelf. Er is een vaste tentoonstelling met een overzicht van de orgels die nu nog in kerken te vinden zijn. Er staat een model die de werking van een orgel toont die op luchtdruk muziek laat horen en waarbij er binnen in de kast gekeken kan worden. Ook worden er orgelconcerten gehouden waarin de klank van Silbermann-orgels te horen is.